# Esteban de Bilbao Eguía
Esteban de Bilbao Eguía (Bilbao, 11 de gener de 1879 - Durango, 23 de setembre de 1970) va ser un polític basc d'ideologia carlina i posteriorment franquista que va ocupar diversos càrrecs de rellevància política des de 1904 fins a 1965 en els partits de l'ala més conservadora d'Espanya entre els quals destaca la seva labor com a diputat, senador, president de la Diputació de Biscaia i ministre de Justícia.

## Joventut
Va estudiar dret i filosofia i lletres en la Universitat de Deusto. Militant carlí des de jove, i ja el 1904, amb 25 anys, fou elegit regidor a l'ajuntament de Bilbao, però va ser suspès del càrrec per ordre governamental per no admetre a un pastor protestant en un acte oficial. El 1916 fou escollit per Tolosa (Guipúscoa) diputat a Corts (en 1907 ho havia intentat per Vitòria). Dintre del carlisme era d'orientació jaumista (partidari de Jaume de Borbó i de Borbó-Parma) quan es va dividir el carlisme el 1919.
Va participar en la clausura del Congrés d'Estudis Bascos de 1918. El 1919 fou escollit senador per Biscaia i el 1921 diputat per Estella. Entre 1922 i 1926 fou representant de la Secció d'Estudis Socials en la Societat d'Estudis Bascos.

## Dictadura de Primo de Rivera
Va col·laborar amb la dictadura de Primo de Rivera, com a president de la Diputació de Biscaia des de 1926 a 1930 i membre de l'Assemblea Nacional Consultiva. Això va provocar la seva expulsió dels jaumistes tant per la seva col·laboració amb la dictadura com pel reconeixement d'Alfons XIII.

## Segona República
Durant la Segona República Espanyola va ser cap de la Comunió Tradicionalista, enemic de la República i implicat en l'intent de cop d'Estat de José Sanjurjo a l'agost de 1932 i en les conspiracions següents. Fou elegit diputat per Navarra a les eleccions generals espanyoles de 1933 pel Bloc de Dretes, però el govern de la República el va confinar a Lugo per les seves conspiracions.

## Franquisme
A l'inici de la Guerra Civil espanyola es trobava a Bilbao, capturat, va ser reclòs al vaixell Altuna Mendi. El 25 de setembre va ser canviat, a través de la Creu Roja per Ernesto Ercoreca Régil, passant a zona de control del bàndol nacional, integrant-se en la junta política de la FET y de las JONS. El 9 d'agost de 1939, finalitzada la guerra va ser nomenat ministre de Justícia. Des de 1943 fins a 1965 va ser president de les Corts, i del Consell del Regne de 1948 a 1965. Va pertànyer al Consell Nacional del Movimiento Nacional Va ser col·laborador en premsa a "Diario de Navarra","El Fuerista","El Diario Vasco","El Pueblo Vasco","El Correo Español","La Gaceta del Norte","El Pensamiento Navarro" i "El Día".
Fou partidari del pretendent Carles VIII, qui durant la postguerra liderà una facció del carlisme col·laboracionista amb el règim i enfrontada al sector falcondista.

## Obres
- Discursos varios, Madrid, 1940
- Aparisi y Guijarro, San Sebastián, 1941
- La idea del orden como fundamento d'una filosofía política, singularmente del pensamiento de Vázquez Mella, Madrid, 1945
- Jaime Balmes y el pensamiento filosófico actual, Barcelona, 1949
- La idea de la justicia y singularmente de la justicia social, Madrid, 1949.